# Parakaketio longiprostatus
Parakaketio longiprostatus är en ringmaskart som beskrevs av Erséus 1982. Parakaketio longiprostatus ingår i släktet Parakaketio och familjen glattmaskar. Inga underarter finns listade i Catalogue of Life.